# Красноярка (Томская область)
Красноя́рка — село в Зырянском районе Томской области, Россия. Входит в состав Зырянского сельского поселения.

## География
Село располагается на севере Зырянского района, на берегу реки Кия. Чуть западнее Красноярку огибает автодорога Больше-Дорохово—Зырянское—Тегульдет. На противоположном берегу к Кие вплотную примыкает озеро Красноярская Курь. Расстояние по автотрассе до ближайшего населённого пункта — Богословки — 5-6 км на запад.

## Население
| 1926 | 2002 | 2010 | 2012 | 2013 | 2014 | 2015 |
| ---- | ---- | ---- | ---- | ---- | ---- | ---- |
| 855  | ↘354 | ↘267 | ↘265 | ↘257 | ↘253 | ↘243 |
| 2016 | 2021 |      |      |      |      |      |
| ↘236 | ↘165 |      |      |      |      |      |

## Социальная сфера и экономика
В посёлке есть фельдшерско-акушерский пункт, средняя общеобразовательная школа, Дом культуры и библиотека.
Основа местной экономической жизни — сельское хозяйство и розничная торговля.

## Известные жители и уроженцы
- Пирожкова, Антонина Николаевна — советский инженер, вдова писателя Исаака Бабеля.